# Home (cântec)
Home  este o piesă a formației britanice Depeche Mode. Piesa a apărut pe albumul Ultra, în 1997.